# Jerzy Kossowski (pilot)
Jerzy Kossowski (ur. 31 lipca?/12 sierpnia 1892 w Grodnie, zm. 6 sierpnia 1939 w Krakowie) – pułkownik pilot Wojska Polskiego.

## Życiorys
Jerzy Kossowski urodził się 12 sierpnia 1892 w Grodnie, w rodzinie Włodzimierza i Olgi z Machajów. W 1910 zdał maturę w Korpusie Kadetów w Moskwie i podjął studia w Michajłowskiej Szkole Artylerii w Petersburgu. 6 sierpnia 1913 po ukończeniu szkoły jako podporucznik skierowany został do służby w 5 Syberyjskiej Brygadzie Artylerii. 20 maja 1916 został obserwatorem w 17 oddziale lotniczym awansując na stopień kapitana. W tym samym czasie został skierowany na kurs pilotażu w Szkole Pilotów w Sewastopolu, który ukończył 3 maja 1917 otrzymując przydział do służby w 13 myśliwskim oddziale lotniczym.
W grudniu 1917 uciekł z Rosji ogarniętej rewolucją do USA. 1 maja 1918 zgłosił się do komisji rekrutującej żołnierzy do armii polskiej tworzącej się we Francji. Pod koniec maja 1918 znalazł się w Paryżu w Armii Hallera i przeszedł pozytywną weryfikację. Jako porucznik został przeszkolony na samolotach francuskich i skierowany do eskadry myśliwskiej.
W kwietniu 1919 znalazł się na ziemiach polskich, 1 czerwca 1919 awansowany do stopnia majora WP, z 39 eskadry Breguetów skierowany do 59 eskadry Breguetów. Uczestniczył w działaniach wojennych na terenie Galicji Wschodniej. 25 kwietnia 1920 został szefem lotnictwa 3 Armii, później przesunięto go na analogiczne stanowisko w 4 Armii. 3 września 1920 odznaczony został Krzyżem Srebrnym Orderu Virtuti Militari nr 3945. Odbył 126 lotów bojowych, spędzając w powietrzu 374 godziny. 17 września 1920 został skierowany na kurs dla wyższych dowódców w Warszawie. 1 lutego 1921 został dowódcą 5 dywizjonu myśliwskiego, we wrześniu przeniesiony na analogiczne stanowisko w 3 dywizjonie myśliwskim. 8 czerwca 1921 został awansowany do stopnia podpułkownika. We wrześniu 1922 roku wziął udział w I Krajowym Locie Okrężnym, w klasyfikacji generalnej Konkursu zajął drugie miejsce. 1 grudnia 1924 roku został mianowany pułkownikiem ze starszeństwem z dniem 15 sierpnia 1924 roku i 5. lokatą w korpusie oficerów aeronautycznych. Od maja 1925 do września 1927 był dowódcą 11 pułku myśliwskiego w Lidzie. Znany był z tendencji do nadużywania alkoholu. Po odwołaniu ze stanowiska pracował w Departamencie Lotnictwa Ministerstwa Spraw Wojskowych. W 1929 roku został przeniesiony w stan spoczynku.

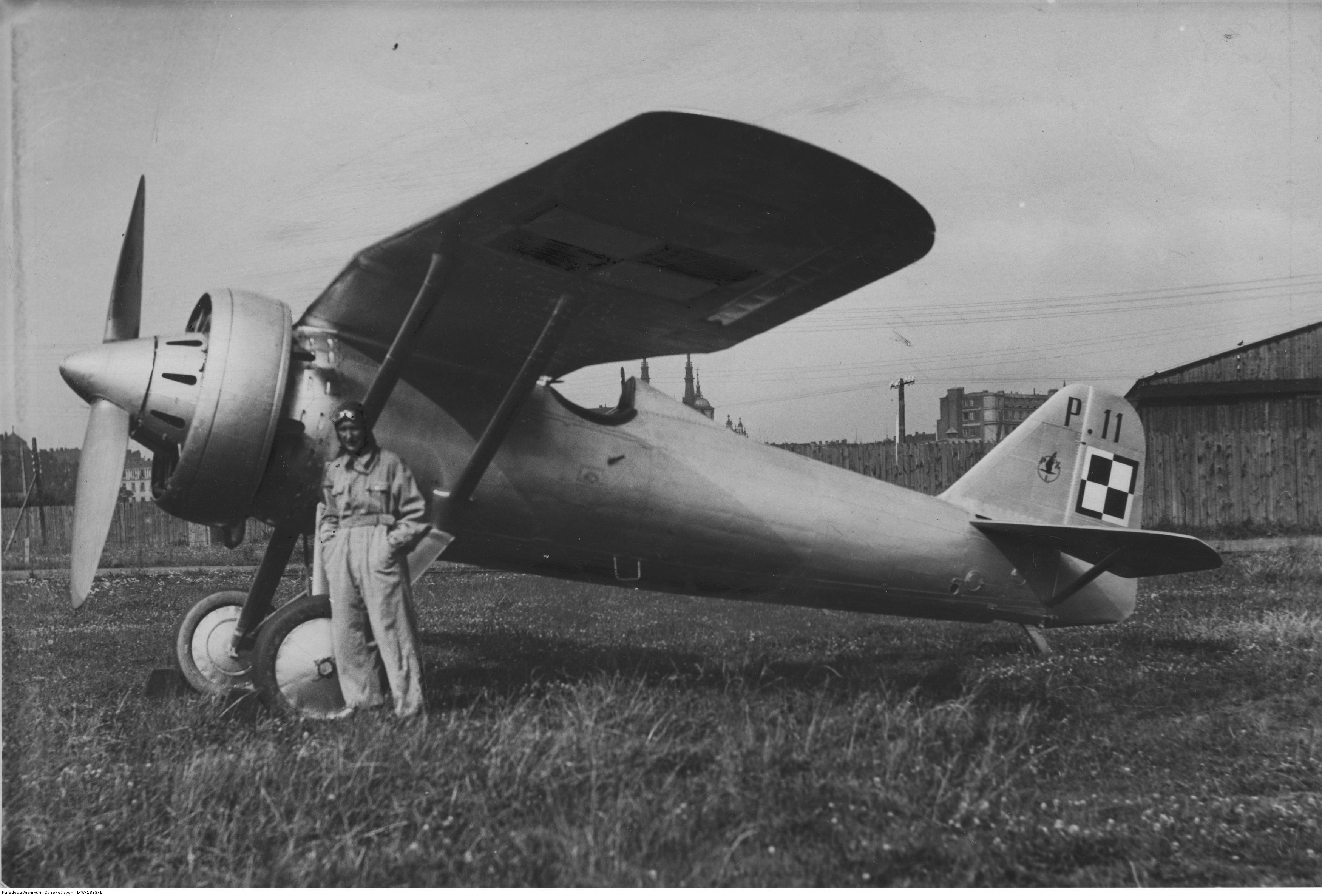
Wizyta polskich lotników w Stanach Zjednoczonych w 1932 r. Płk Jerzy Kossowski przed samolotem PZL P-11.

W 1930 został oblatywaczem w Państwowych Zakładach Lotniczych. Oblatał licencyjny całkowicie metalowy samolot myśliwski Wibault 70. Prezentował w Bukareszcie samolot PZL P.1. Na przełomie sierpnia i września 1932 brał udział w narodowych wyścigach lotniczych (National Air Races) w Cleveland w USA na prototypie samolotu PZL P.11. Mimo rozwinięcia największej prędkości, zawodów nie wygrał, gdyż z powodu nieporozumienia nadleciał na metę z niewłaściwego kierunku. W lipcu 1931 wykonał skok ratowniczy na spadochronie podczas badań samolotu Lublin R.XIII. Wykonał też oblot PZL.16 zakończony wypadkiem (skrzyżowanie linek do napędu lotek).
W 1937 porzucił pracę w lotnictwie i osiadł w Bydgoszczy. Zmarł 6 sierpnia 1939 w szpitalu w Krakowie, gdzie był leczony po tym jak kilka dni wcześniej strzelił do siebie z broni palnej. Powodem samobójczej śmierci było odrzucenie wniosku o powrót do czynnej służby wojskowej. Został pochowany na cmentarzu wojskowym w Krakowie (kwatera 6-płn-1).

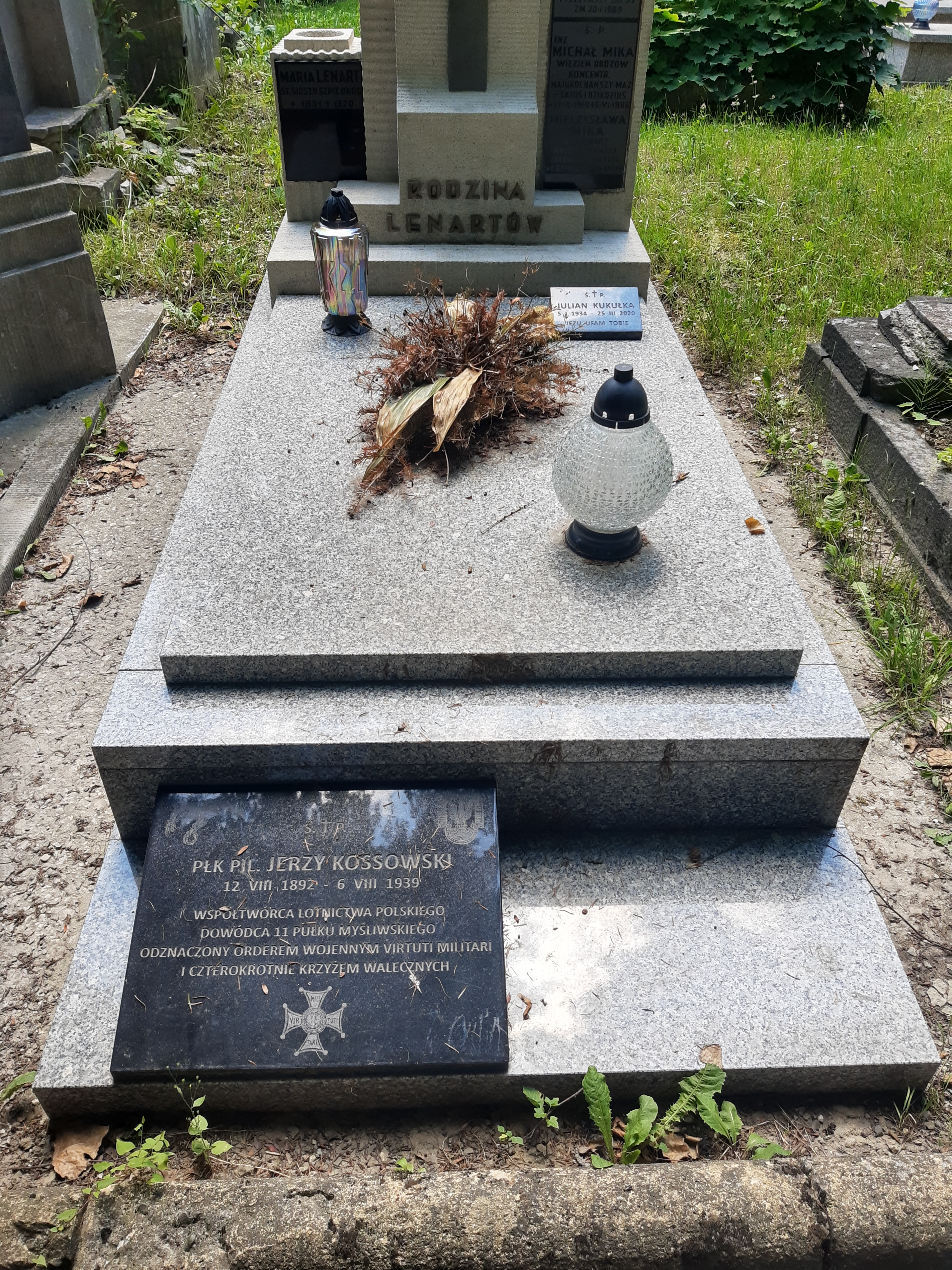
Grób płka Jerzego Kossowskiego na cmentarzu wojskowym przy ul. Prandoty

Postać pułkownika Kossowskiego, jednego z najlepszych pilotów polskiego lotnictwa myśliwskiego, posłużyła jako pierwowzór postaci pułkownika Rossowskiego w książce Marcina Wrońskiego Skrzydlata trumna.

## Ordery i odznaczenia
- Krzyż Srebrny Orderu Wojskowego Virtuti Militari[11] nr 3945
- Krzyż Walecznych (czterokrotnie[12]: 1921, 1922)[13][14]
- Złoty Krzyż Zasługi (10 listopada 1928)[15]
- Polowa Odznaka Pilota nr 4 (11 listopada 1928)[16]
- Komandor Orderu Korony Rumunii (Rumunia)[12][17]
- Kawaler Orderu Legii Honorowej (Francja, zezwolenie Naczelnika Państwa w 1921)[18]
- Order Świętej Anny II klasy (Imperium Rosyjskie)
- Order Świętej Anny III klasy (Imperium Rosyjskie)
- Order Świętego Stanisława II klasy (Imperium Rosyjskie)
- Order Świętego Stanisława z Mieczami III klasy (Imperium Rosyjskie)
- Order Świętego Włodzimierza z Mieczami II klasy (Imperium Rosyjskie)
- Włoska Odznaka Pilota